# Hexatoma cingulata
Hexatoma cingulata är en tvåvingeart som först beskrevs av de Meijere 1911.  Hexatoma cingulata ingår i släktet Hexatoma och familjen småharkrankar. Inga underarter finns listade i Catalogue of Life.